# Jean-Pierre Kasprzak
Jean-Pierre Kasperzak  est un footballeur belge, né le  14 avril 1944 à Koersel, un village de l'entité de Beringen, dans la province de Limbourg en Belgique. Il évoluait au poste de milieu de terrain.

## Biographie
Débutant à l'âge de 16 ans à Beringen où il joue dix ans, il transite ensuite par Diest, le K Beerschot VAV et le KV Mechelen.
Il retourne ensuite dans son Limbourg natal achever sa carrière au SK Bree. 
Il officie aussi comme entraîneur, sur une période de 27 ans, uniquement auprès de clubs de sa province, en séries provinciales.

## Palmarès
K. Beerschot VAV
- Coupe de Belgique (1) :
  - Vainqueur : 1970-71.